# Julián Orbón
Julián Orbón de Soto (ur. 7 sierpnia 1925 w Avilés, zm. 20 maja 1991 w Miami Beach) – kubański kompozytor pochodzenia hiszpańskiego.

## Życiorys
Uczył się w konserwatorium w Oviedo. W 1937 roku, w związku z trwającą w Hiszpanii wojną domową, wyjechał wraz z rodzicami na Kubę, gdzie w latach 1938–1945 studiował w konserwatorium w Hawanie u swojego ojca Benjamína (fortepian) oraz José Ardévola (kompozycja). W 1945 roku odbył kurs u Aarona Coplanda w Berkshire Music Center w Tanglewood. Od 1942 do 1949 roku był członkiem Grupo de Renovación Musical, współpracował też z grupą literacką Origenes. Działał jako krytyk muzyczny i eseista, propagując współczesną muzykę kubańską. W latach 1946–1960 pełnił funkcję dyrektora konserwatorium w Hawanie. Po zwycięstwie rewolucji kubańskiej wyemigrował w 1960 roku do Meksyku, gdzie do 1963 roku prowadził wraz z Carlosem Chávezem warsztaty kompozytorskie w konserwatorium w mieście Meksyk. W 1964 roku osiadł w Stanach Zjednoczonych. Wykładał w State University of New York at Purchase i Washington University in St. Louis. W 1967 roku otrzymał nagrodę American Academy of Arts and Letters.

## Twórczość
W swojej twórczości czerpał z różnorodnych źródeł: hiszpańskiej muzyki ludowej i dawnej, folkloru afro-kubańskiego, popularnej muzyki latynoamerykańskiej i chorału gregoriańskiego. We wczesnym okresie muzyka Orbóna utrzymana była w stylistyce neoklasycznej, później nabrała cech bardziej romantycznych.

## Wybrane kompozycje
(na podstawie materiałów źródłowych)

### Utwory orkiestrowe
- Capricho concertante na orkiestrę kameralną (1943)
- Sinfonia en do (1945)
- Homenaje a la tonadilla (1947)
- Tres versiones sinfónicas (1953)
- Danzas sinfónicas (1955)
- Concerto grosso (1958)
- Partita No. 3 (1965)
- Partita No. 4 na fortepian i orkiestrę (1982–1985)

### Utwory kameralne
- Pregón na skrzypce, flet, obój, fagot, róg i fortepian (1943)
- Concerto da camera na róg, rożek angielski, trąbkę, wiolonczelę i fortepian (1944)
- Kwartet smyczkowy (1951)
- Preludio y danza na gitarę (1951)
- Partita No. 1 na klawesyn (1963)
- Partita No. 2 na klawesyn, wibrafon, czelestę, fisharmonię i kwartet smyczkowy (1964)

### Utwory fortepianowe
- Sonata „Homenaje a Padre Soler” (1942)
- Toccata (1943)

### Utwory wokalne i wokalno-instrumentalne
- Romance a Fontefrida na 4 głosy mieszane (1944)
- motet Cruxifixus na chór (1953)
- Hymnus ad galli cantum na sopran, flet, obój, klarnet, harfę i kwartet smyczkowy (1956)
- Tres cantigas del rey na sopran, kwartet smyczkowy, klawesyn i perkusję (1960)
- Monte Gelboe na tenora i orkiestrę (1962)
- Introito na chór (1967–1968)
- Oficios: Liturgia de tres días na chór i orkiestrę (1970–1975)
- Dos canciones folklóricas na chór (1972)
- Libro de cantares na mezzosopran i fortepian (1987)